# Holzstift
Die sogenannten Holzstifte, auch Holznägel oder schlicht Nägel genannt, waren ab der Mitte des 19. Jahrhunderts für die Herstellung von Schuhen genutzte hölzerne Stifte.

## Geschichte und Beschreibung
In den 1850er Jahren wurde in Europa ein – zuerst in Amerika – praktiziertes Verfahren bekannt, mit dem Sohlen und Brandsohlen von Schuhen durch hölzerne Stifte miteinander verbunden werden konnten. Ab den 1860er Jahren wurde die dann als „Nagelarbeit“ bezeichnete Technik mehr und mehr auch in Deutschland von Schuhmachern angewandt.
Die trockenen, aus Buche gewonnenen Holzstifte, die sogenannten „Nägel“, konnten bald auch mit Hilfe von Maschinen rationell hergestellt werden. In den 1860er Jahren wurde die erste „Schuhpflockmaschine“ oder „Holzpflockmaschine“ (englisch „shoe-pegging-machine“, peg = Pflock, Stift). Die anfangs mit der Hand betriebene Maschine lochte die Sohlen, fabrizierte ansonsten selbsttätig die Stifte, schlug diese in die Löcher ein und rückte die Vorrichtung zum nächsten Loch weiter.
In der Zeitung zur Allgemeinen Gewerbeausstellung der Provinz Hannover von 1878 nahm die Firma Schirmer & van Sande in Hannover Bezug auf eine dort offensichtlich aufgestellte Maschine und offerierte:
„Holznägel für Schuhmacher fabriciren und liefern wir in prima Qualität wie sie besser in Europa nicht fabricirt werden. – Den Amerikanischen Nägeln ebenbürtig, aber billiger. Durch Bremen werden außer Amerik. auch Deutsche Nägel eingeführt.“
Nachfolgefirmen von Schirmer & van Sande waren die 1880 erwähnte Hannoversche Holzstifte-Fabrik in der List, später die Hannoversche Holzstifte-Fabrik Isenstein mit Sitz in der Celler Chausee 15.